# Anselm von Rothschild
Anselm Salomon von Rotschild (Francoforte sul Meno, 29 gennaio 1803 – Vienna, 27 luglio 1874) è stato un banchiere e filantropo austriaco.

## Biografia
Era il figlio di Salomon Mayer von Rothschild, antenato del ramo austriaco della famiglia, e di sua moglie Caroline Stern. Aveva una sorella più giovane Betty (1805-1874), che aveva sposato suo zio James Mayer de Rothschild.

## Carriera
Nel 1820 il padre di Anselm Salomon aveva inaugurato una banca a Vienna, finanziando la costruzione dell'Austrian Emperor Ferdinand Northern Railway nel 1830. Era stato un fiduciario del cancelliere Metternich e anche un prestatore discreto della nobiltà boema e ungherese.
Si ritirò dall'attività bancaria nel 1860, dedicandosi alla Austrian Southern Railway company. Durante la Guerra austro-prussiana si rifiutò di concedere prestiti ai due paesi. Fondò il Rothschild Hospital, nel 1869.
Era anche un collezionista d'arte di spicco e un membro del Consiglio Imperiale dal 1861.
Ha iniziato la collezione d'arte che suo figlio Ferdinand lasciò in eredità nel 1898 al British Museum. La sua collezione è stata catalogata e in parte fotografato dal storico dell'arte Franz Schestag nel 1866 e nel 1872. Il Sacro reliquiario di spine era tra gli oggetti della sua collezione.

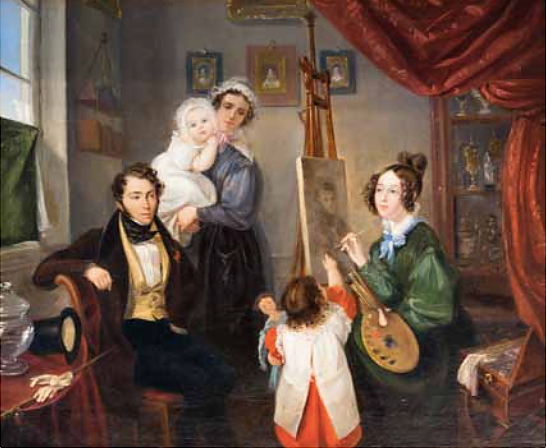
Autoritratto di Charlotte Nathan Rothschild, moglie di Anselm, con la sua famiglia, nel 1838. Parte della collezione d'arte si trova dietro di lei.

## Matrimonio
Secondo il testamento lasciato dal capostipite Mayer Amschel Rothschild, i figli della famiglia Rothschild erano obbligati a sposarsi con i loro primi e secondi cugini. Nel 1826 sposò Charlotte Nathan Rothschild (1807-17 maggio 1859), figlia di suo zio Nathan Mayer Rothschild dalla filiale di Londra della famiglia. Ebbero otto figli:
- Mayer Anselm Leon (1827-1828);
- Caroline Julie Anselm von Rothschild (1830-1907), sposò Adolph Carl von Rothschild, non ebbero figli;
- Mathilde Hannah von Rothschild (1832-1924), sposò Wilhelm Carl von Rothschild, ebbero due figlie;
- Sara Louise von Rothschild (1834-1924), sposò il barone Raimondo Franchetti, ebbero tre figli;
- Nathaniel Meyer von Rothschild (1836-1905);
- Ferdinand James von Rothschild (1839-1898), sposò Evelina de Rothschild, ebbero un figlio;
- Albert Salomon von Rothschild (1844-1911), sposò Bettina Caroline de Rothschild, ebbero sette figli;
- Alice Charlotte von Rothschild (1847-1922).